# Jordi Burillo
Jordi Burillo, né le 7 décembre 1972 à Barcelone (Catalogne), est un joueur de tennis espagnol.

## Palmarès

### Titre en simple messieurs
| No | Date       | Nom et lieu du tournoi                | Catégorie    | Dotation  | Surface      | Finaliste        | Score         |  |
| -- | ---------- | ------------------------------------- | ------------ | --------- | ------------ | ---------------- | ------------- |  |
| 1  | 17-05-1993 | Tournoi de tennis de Bologne, Bologne | World Series | 275 000 $ | Terre (ext.) | Andreï Cherkasov | 7-6, 6-7, 6-1 |  |

### Finales en simple messieurs
| No | Date       | Nom et lieu du tournoi                           | Catégorie    | Dotation  | Surface      | Vainqueur        | Score           |  |
| -- | ---------- | ------------------------------------------------ | ------------ | --------- | ------------ | ---------------- | --------------- |  |
| 1  | 07-06-1993 | Torneo Internazionale Citta di Firenze, Florence | World Series | 275 000 $ | Terre (ext.) | Thomas Muster    | 6-1, 7-5        |  |
| 2  | 25-09-1995 | Campionati Internazionali di Sicilia, Palerme    | World Series | 303 000 $ | Terre (ext.) | Francisco Clavet | 62-7, 6-3, 7-61 |  |

### Titre en double messieurs
| No | Date       | Nom et lieu du tournoi         | Catégorie           | Dotation  | Surface      | Partenaire          | Finalistes                 | Score    |  |
| -- | ---------- | ------------------------------ | ------------------- | --------- | ------------ | ------------------- | -------------------------- | -------- |  |
| 1  | 14-04-1997 | Trofeo Conde de Godó Barcelone | Championship Series | 825 000 $ | Terre (ext.) | Alberto Berasategui | Pablo Albano Àlex Corretja | 6-3, 7-5 |  |

### Finales en double messieurs
| No | Date       | Nom et lieu du tournoi                       | Catégorie    | Dotation  | Surface      | Vainqueurs                 | Partenaire          | Score         |  |
| -- | ---------- | -------------------------------------------- | ------------ | --------- | ------------ | -------------------------- | ------------------- | ------------- |  |
| 1  | 20-08-1990 | Tournoi de tennis de Saint-Marin Saint-Marin | World Series | 125 000 $ | Terre (ext.) | Vojtěch Flégl Daniel Vacek | Marcos Górriz       | 6-1, 4-6, 7-6 |  |
| 2  | 08-09-1997 | Marbella Open Marbella                       | World Series | 303 000 $ | Terre (ext.) | Karim Alami Julián Alonso  | Alberto Berasategui | 4-6, 6-3, 6-0 |  |

## Résultats en Grand Chelem

### En simple
| Année | Open d'Australie | Open d'Australie | Roland-Garros | Roland-Garros       | Wimbledon | Wimbledon           | US Open  | US Open             |
| ----- | ---------------- | ---------------- | ------------- | ------------------- | --------- | ------------------- | -------- | ------------------- |
| 1993  | -                | -                | -             | -                   | -         | -                   | 1er tour | Todd Martin         |
| 1994  | 1er tour         | Rodolphe Gilbert | 1er tour      | Magnus Gustafsson   | 3e tour   | Christian Bergström | 2e tour  | Richey Reneberg     |
| 1995  | -                | -                | -             | -                   | 2e tour   | Michael Joyce       | 1er tour | Frederik Fetterlein |
| 1996  | -                | -                | -             | -                   | -         | -                   | 1er tour | Roberto Carretero   |
| 1997  | 1er tour         | Grant Stafford   | 1er tour      | Petr Korda          | -         | -                   | -        | -                   |
| 1998  | 2e tour          | Cédric Pioline   | 1er tour      | Marc-Kevin Goellner | 1er tour  | Marc-Kevin Goellner | 1er tour | Tommy Haas          |

### En double
| Année | Open d'Australie        | Open d'Australie               | Roland-Garros               | Roland-Garros                     | Wimbledon                | Wimbledon                      | US Open | US Open |
| 1998  | 1er tour Alberto Martín | Scott Draper Jason Stoltenberg | 3e tour Marc-Kevin Goellner | Gustavo Kuerten Fernando Meligeni | 1er tour Tomás Carbonell | Todd Woodbridge Mark Woodforde | -       | -       |